# Sopubia neptunii
Sopubia neptunii är en snyltrotsväxtart som beskrevs av Duvign. och van Bockstal. Sopubia neptunii ingår i släktet Sopubia och familjen snyltrotsväxter. Inga underarter finns listade i Catalogue of Life.